# 50PLUS
50PLUS, někdy stylizováno jako 50+, je politická strana v Nizozemsku, prosazující zájmy obyvatel v důchodovém věku. Byla založena v roce 2009 Maurice Koopmanem, Alexander Münninghoffem a Janem Nagelem, politiky dříve spojenými se Stranou práce. Strana je populistická a profiluje se mírně euroskepticky.